# پلانکت و مک‌لین
پلانکت و مک‌لین (به انگلیسی: Plunkett & Macleane) فیلمی محصول سال ۱۹۹۹ و به کارگردانی جک اسکات است. در این فیلم بازیگرانی همچون رابرت کارلایل، جانی لی میلر، لیو تایلر، کن استات، الن کامینگ، مایکل گمبون، تامی فلاناگان، دیوید ویلیامز، مت لوکاس، بن میلر، نیکلاس فارل، کلر راشبروک و تام وارد ایفای نقش کرده‌اند.